# Daijiro Kato

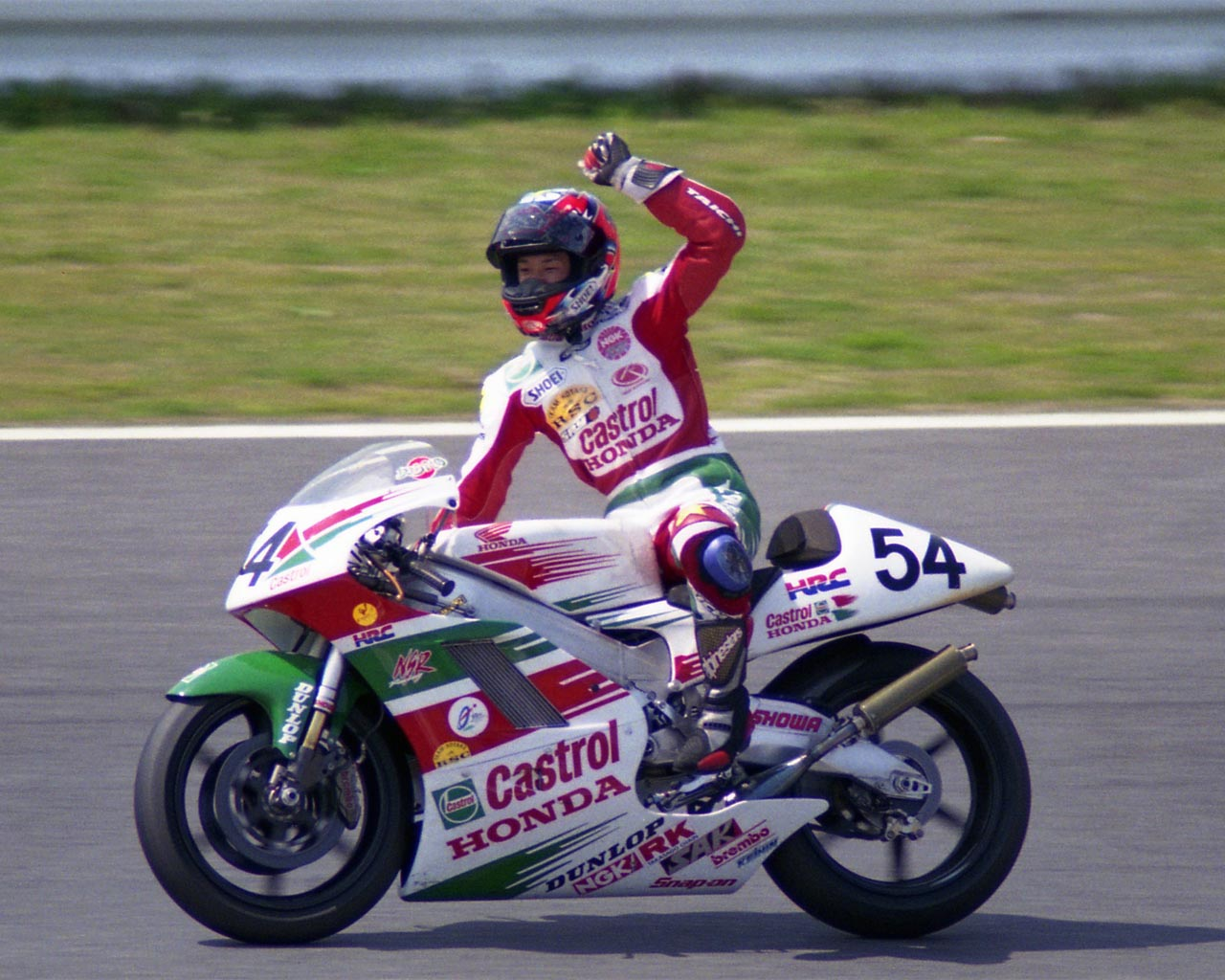
Daijiro Kato, Japans GP 1998.

Daijiro Kato, född 4 juli 1974 i Saitama, död 20 april 2003 i Suzuka, var en japansk roadracingförare och världsmästare i 250-klassen 2001 innan han 2002 flyttade upp till den högre MotoGP-klassen. Han förolyckades vid en tävling på banan Suzuka International Racing Course. Hans plats som försteförare i Gresini Hondas MotoGP-teamet övertogs av teamkamraten Sete Gibernau.

## Statistik MotoGP

### Andraplatser
| Nr | Grand Prix | År   |
| -- | ---------- | ---- |
| 1  | Spanien    | 2002 |
| 2  | Tjeckien   | 2002 |

## Statistik 250GP

### Segrar
| Nr | Grand Prix     | År   |
| -- | -------------- | ---- |
| 1  | Japan          | 1997 |
| 2  | Japan          | 1998 |
| 3  | Japan          | 2000 |
| 4  | Portugal       | 2000 |
| 5  | Brasilien      | 2000 |
| 6  | Pacific        | 2000 |
| 7  | Japan          | 2001 |
| 8  | Sydafrika      | 2001 |
| 9  | Spanien        | 2001 |
| 10 | Frankrike      | 2001 |
| 11 | Katalonien     | 2001 |
| 12 | Storbritannien | 2001 |
| 13 | Portugal       | 2001 |
| 14 | Valencia       | 2001 |
| 15 | Australien     | 2001 |
| 16 | Malaysia       | 2001 |
| 17 | Brasilien      | 2001 |